# Назаре (Баия)
Назаре (порт. Nazaré) — муниципалитет в Бразилии, входит в штат Баия. Составная часть мезорегиона Агломерация Салвадор. Входит в экономико-статистический микрорегион Санту-Антониу-ди-Жезус. Население составляет 26 665 человек на 2006 год. Занимает площадь 256,352 км². Плотность населения — 104,0 чел./км².
Праздник города — 10 ноября.

## История
Город основан в 1572 году.

## Статистика
- Валовой внутренний продукт на 2003 год составляет 50 809 584,00 реалов (данные: Бразильский институт географии и статистики).
- Валовой внутренний продукт на душу населения на 2003 год составляет 1915,39 реалов (данные: Бразильский институт географии и статистики).
- Индекс развития человеческого потенциала на 2000 год составляет 0,676 (данные: Программа развития ООН).